# NGC 1367
NGC 1367 (również NGC 1371, PGC 13255 lub UGCA 79) – galaktyka spiralna z poprzeczką (SBa), znajdująca się w gwiazdozbiorze Pieca. Należy do gromady galaktyk w Erydanie.
Galaktyka ta została odkryta 17 listopada 1784 roku przez Williama Herschela, a John Dreyer skatalogował ją później jako NGC 1371. W 1886 roku zaobserwował ją Ormond Stone, a ponieważ pozycja podana przez niego nieco się różniła, Dreyer uznał, że to inny obiekt i skatalogował jego obserwację jako NGC 1367.
W NGC 1367 zaobserwowano supernową SN 2005ke.